# Виборчий округ 82
Виборчий округ 82 — виборчий округ в Запорізькій області. В сучасному вигляді був утворений 28 квітня 2012 постановою ЦВК №82 (до цього моменту існувала інша система виборчих округів). Окружна виборча комісія цього округу розташовується в приміщенні Пологівської районної державної адміністрації (3-й поверх) за адресою м. Пологи, вул. Єдності, 32.
До складу округу входять Гуляйпільський, Вільнянський, Запорізький, Новомиколаївський, Пологівський райони та частина Оріхівського району (північно-східна частина Преображенської сільської громади). Виборчий округ 82 межує з округом 40 на заході, з округом 39 на півночі, з округом 59 на сході, з округом 78 на південному сході, з округом 81 на півдні та з округом 79 на південному заході. Виборчий округ №82 складається з виборчих дільниць під номерами 230116-230159, 230161-230233, 230359-230375, 230387, 230393, 230400, 230407, 230415-230447, 230449-230450, 231125, 231127 та 231129.

## Народні депутати від округу
| Ім'я                         | Фото | Партія               | Скликання | Дата набуття повноважень | Дата припинення повноважень |
| ---------------------------- | ---- | -------------------- | --------- | ------------------------ | --------------------------- |
| Дудка Олександр Іванович     |      | Партія регіонів      | 7-ме      | 12 грудня 2012           | 27 листопада 2014           |
| Кривохатько Вадим Вікторович |      | Блок Петра Порошенка | 8-ме      | 27 листопада 2014        | 29 серпня 2019              |
| Нікітіна Марина Вікторівна   |      | Слуга народу         | 9-те      | 29 серпня 2019           |                             |

## Результати виборів

### Парламентські

#### 2019
Кандидати-мажоритарники:
- Нікітіна Марина Вікторівна (Слуга народу)
- Кривохатько Вадим Вікторович (самовисування)
- Люцканов Володимир Петрович (Опозиційна платформа — За життя)
- Марич Геннадій Вікторович (Опозиційний блок)
- Васюк Анатолій Григорович (самовисування)
- Інюшев Сергій Олександрович (Європейська Солідарність)
- Бурма Сергій Ігорович (Батьківщина)
- Клименко Юлія Михайлівна (самовисування)
- Бабурін Олексій Олексійович (самовисування)
- Литвиненко Сергій Іванович (самовисування)
- Зайцев Олександр Миколайович (самовисування)
- Жовніренко Микола Анатолійович (самовисування)
- Чечель Андрій Вячеславович (самовисування)
- Банчук Ярослав Арсенійович (Патріот)
- Гасько Артем Михайлович (самовисування)
- Росіхін Дмитро Сергійович (самовисування)

#### 2014
Кандидати-мажоритарники:
- Кривохатько Вадим Вікторович (Блок Петра Порошенка)
- Куценко Владислав Ігорович (самовисування)
- Дудка Олександр Іванович (самовисування)
- Мараховська Вікторія Юріївна (Комуністична партія України)
- Веселков Сергій Леонідович (самовисування)
- Бичкова Наталія Іванівна (самовисування)
- Щербина Віктор Віталійович (Радикальна партія)
- Венедіктов Сергій Анатолійович (самовисування)
- Межейко Віктор Іванович (самовисування)
- Шмаровоз Тетяна Миколаївна (Справедливість)

#### 2012
Кандидати-мажоритарники:
- Дудка Олександр Іванович (Партія регіонів)
- Кривохатько Вадим Вікторович (УДАР)
- Куценко Владислав Ігорович (Батьківщина)
- Мараховська Вікторія Юріївна (Комуністична партія України)
- Драніков Олександр Едуардович (самовисування)
- Кузьменко Олег Анатолійович (самовисування)

## Явка
Явка виборців на окрузі: